# Nissan Onroak DPi
Chronologie des modèles
Nissan GT-R LM Nismo

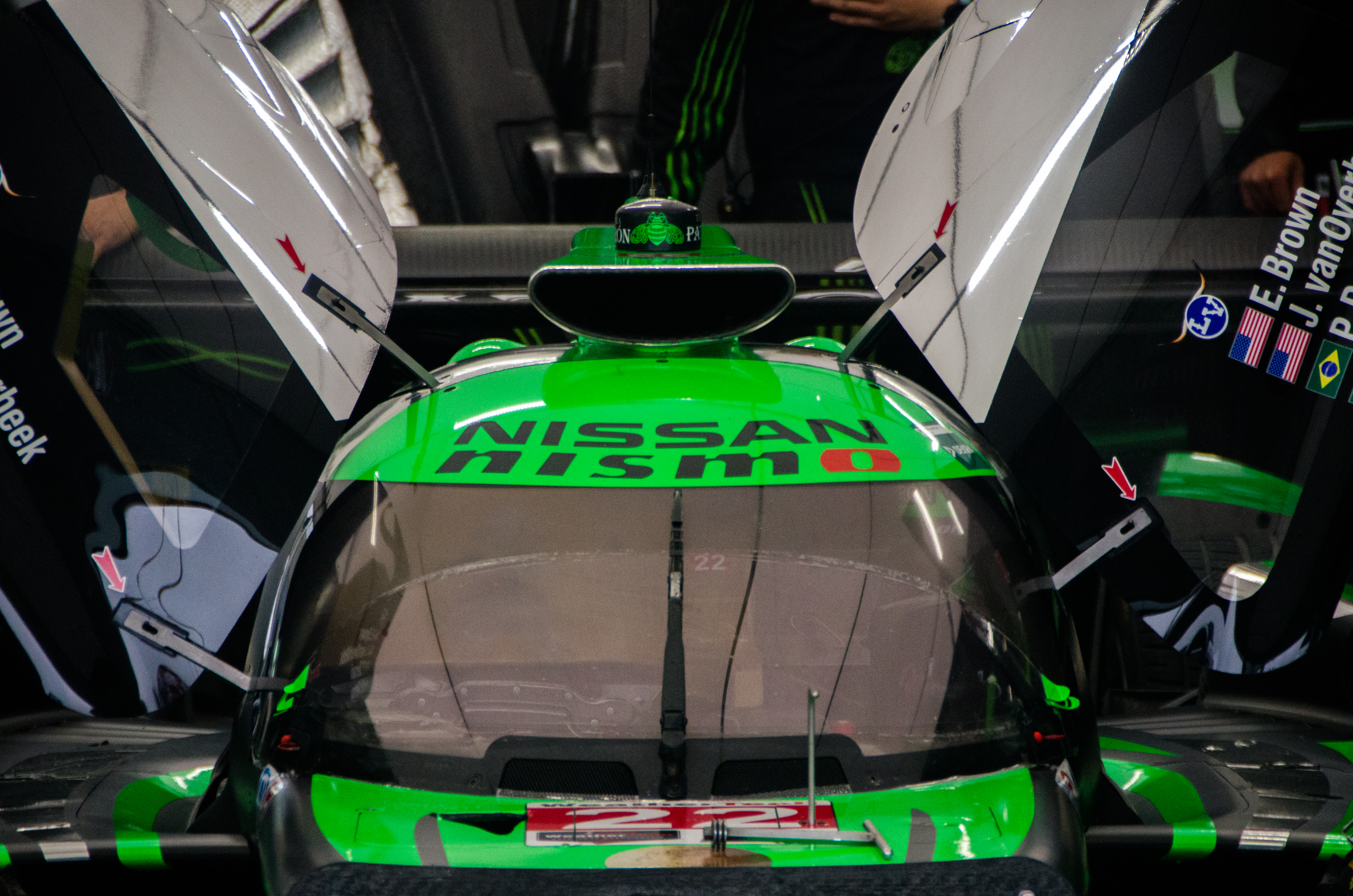
Cockpit de la Nissan Onroak DPi.

La Nissan Onroak DPi est une voiture de course conçue et développée par Onroak Automotive, Nissan et Nismo sur une base de Ligier JS P217,. La voiture est confiée sur plusieurs saisons à l'écurie Tequila Patrón ESM Racing qui aligne une paire de ce prototype en championnat WeatherTech United SportsCar.
Elle répond à la nouvelle réglementation DPi (Daytona Prototype international) de l'IMSA adoptée depuis 2017. Elle a été dévoilée a Sebring le 22 décembre 2016,. Elle a effectué sa première course aux 24 Heures de Daytona. 

## Pilotes
- Ed Brown (2017)
- Ryan Dalziel (2017-2018)
- Pipo Derani (2017-2018)
- Brendon Hartley (2017)
- Nicolas Lapierre (2018)
- Johannes van Overbeek (2017-2018)
- Olivier Pla (2018)
- Scott Sharp  (2017-2018)
- Bruno Senna (2017)

## Palmarès
- WeatherTech SportsCar Championship 2017
  - Vainqueur des Continental Tire Road Race Showcase (Pipo Derani, Johannes van Overbeek)
  - Vainqueur du Petit Le Mans 2017 (Ryan Dalziel, Brendon Hartley, Scott Sharp)
  - Troisième place de la North American Endurance Cup (Bruno Senna, Johannes van Overbeek)

- WeatherTech SportsCar Championship 2018
  - Vainqueur des 12 Heures de Sebring 2018 (Pipo Derani, Johannes van Overbeek, Nicolas Lapierre)